# کوربیا
شهر کوربیا (به رومانیایی: Corabia) در شهرستان اول در کشور رومانی واقع شده‌است. جمعیت این شهر ۲۱٬۹۳۲ نفر  است.

## نگارخانه

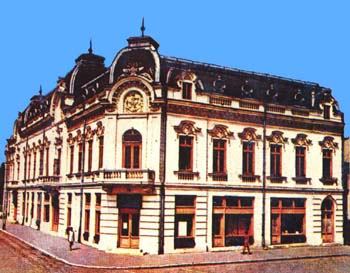
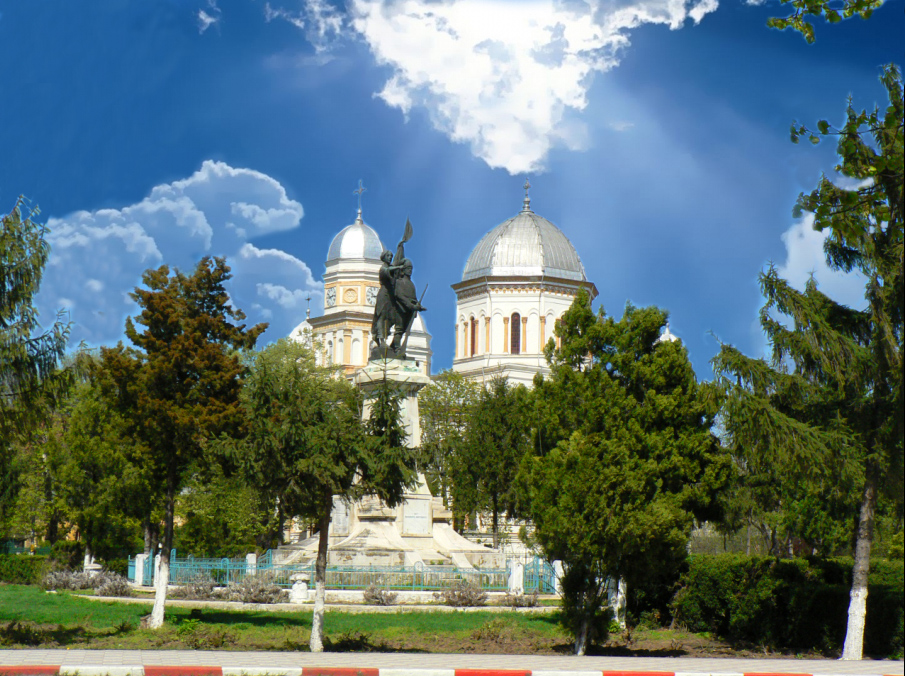
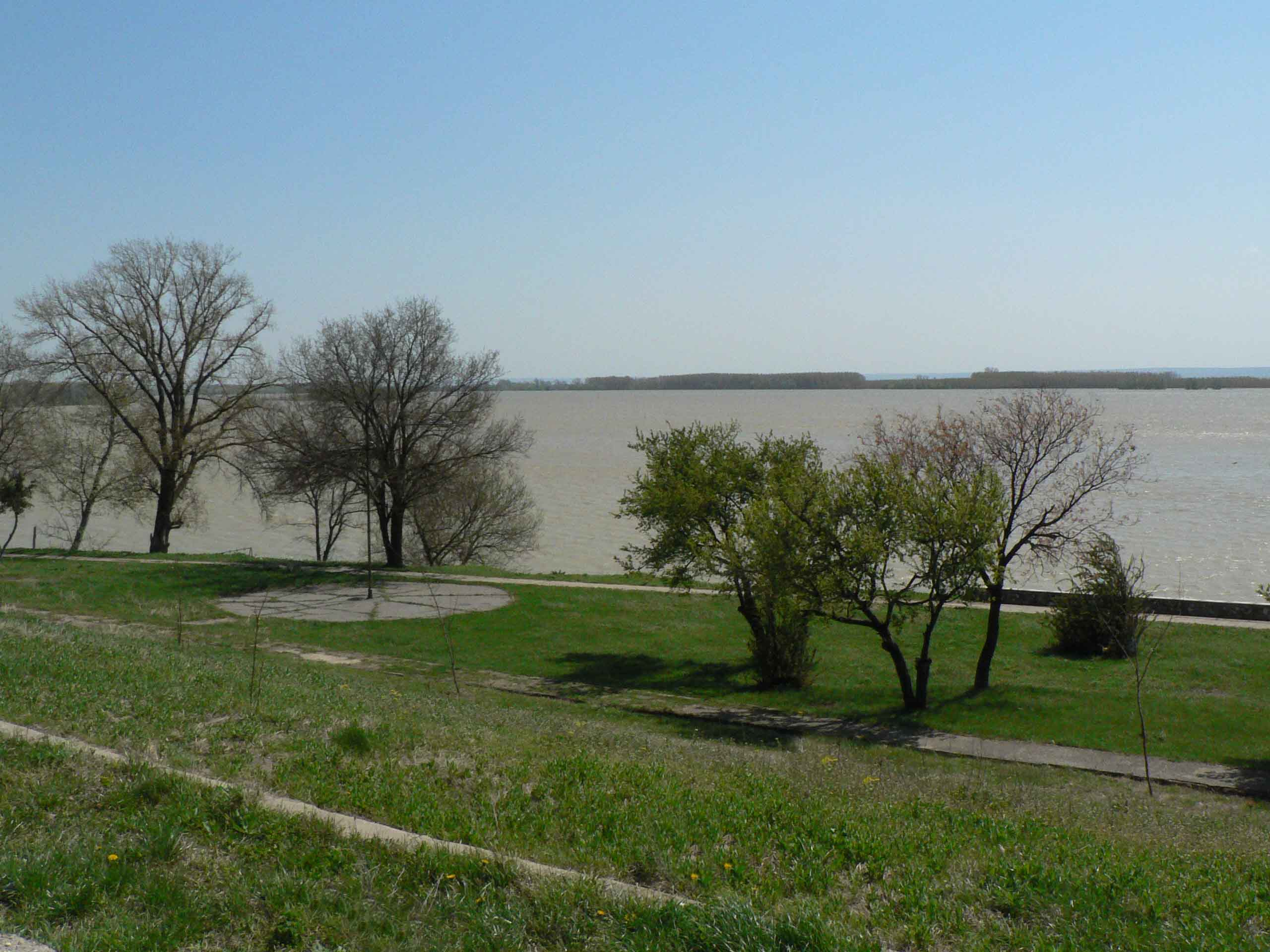
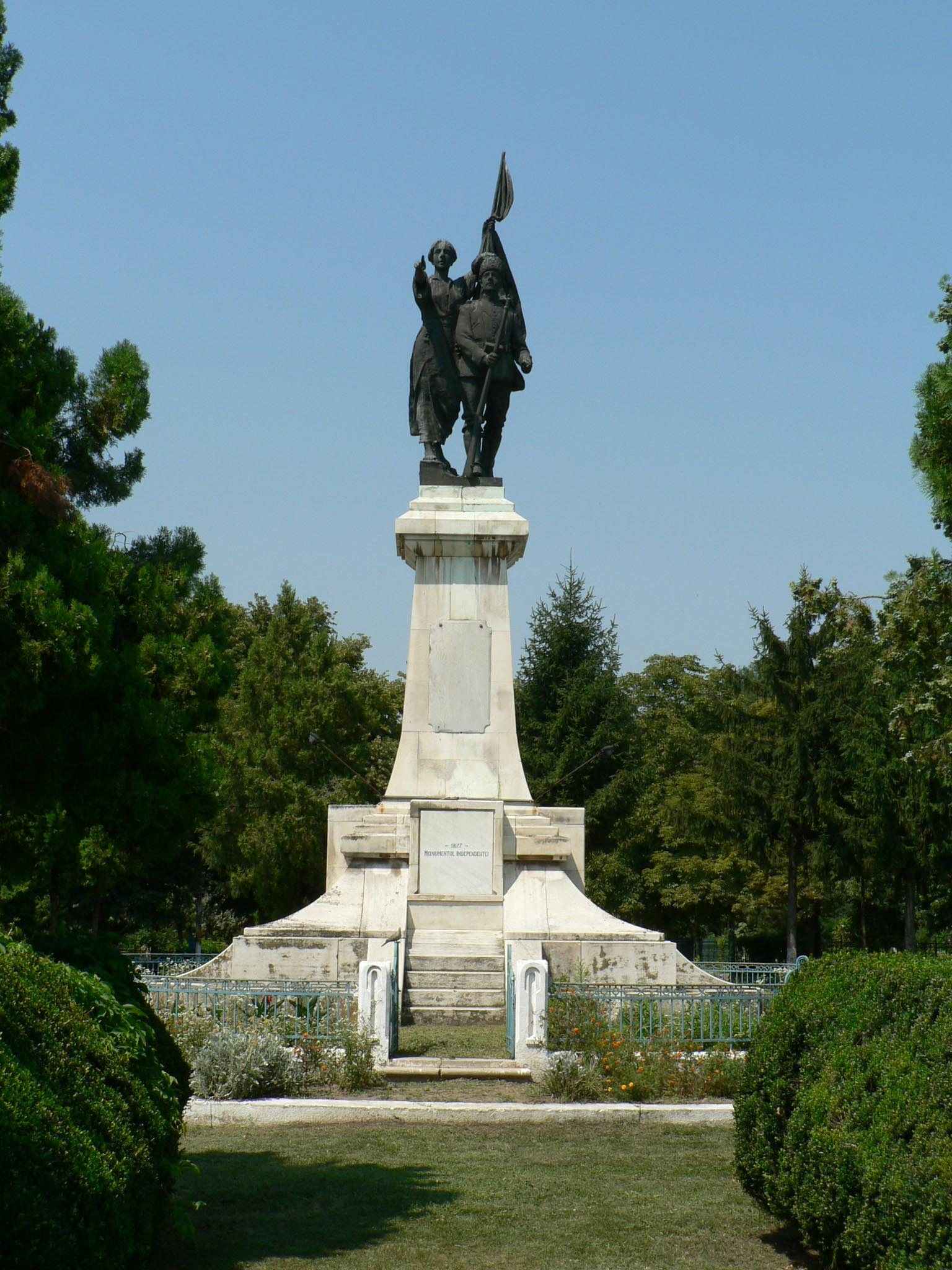
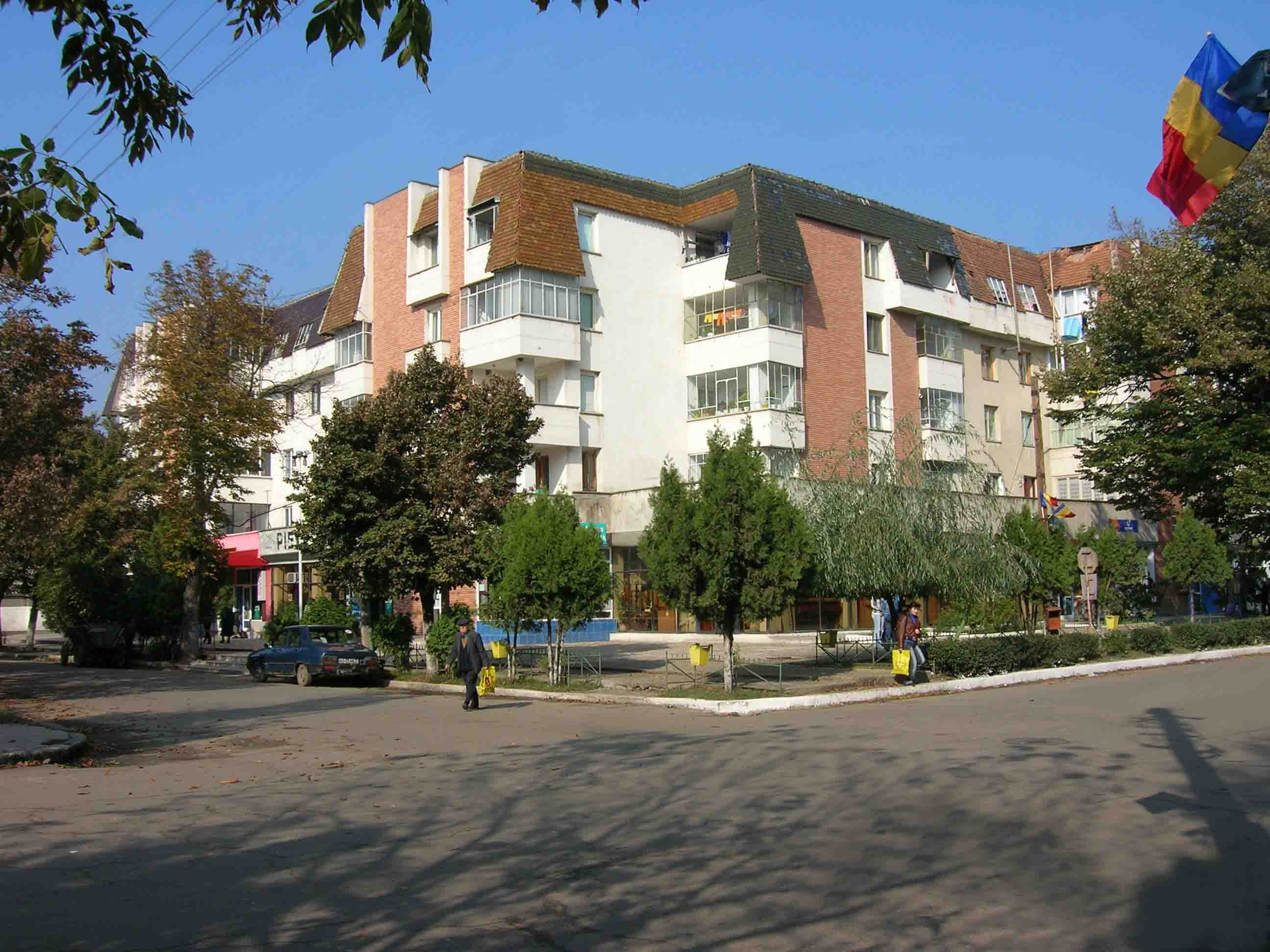
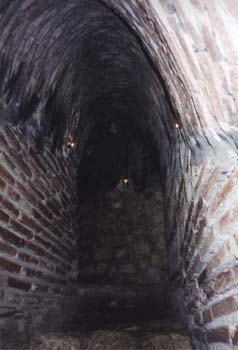
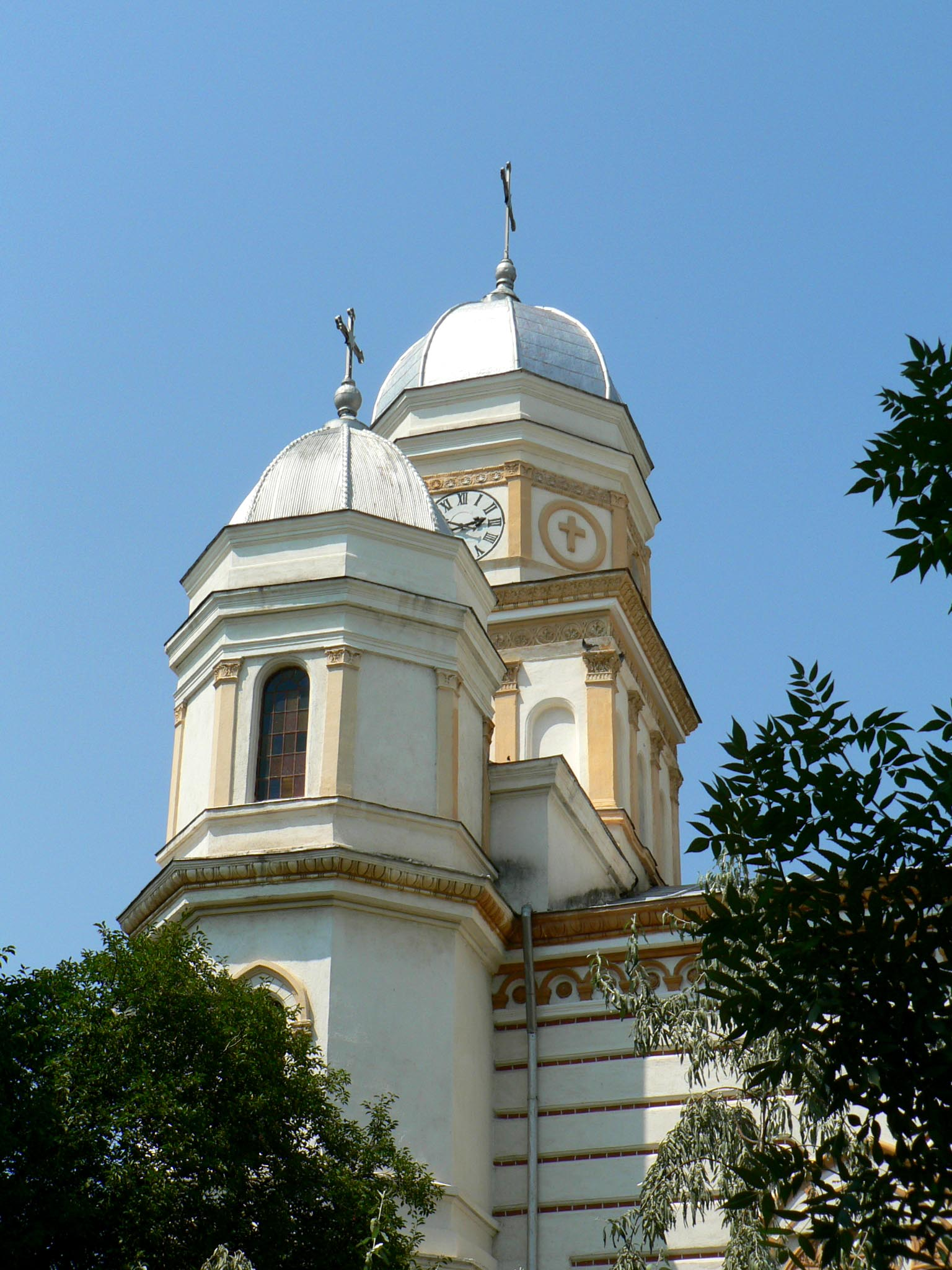